# Der Bulle von Tölz: Tod in Dessous
Tod in Dessous (Arbeitstitel: Haus Berneck) ist ein deutscher Fernsehfilm von Wigbert Wicker aus dem Jahr 1998 nach einem Drehbuch, das er zusammen mit Hans-Jörg Weyhmüller schrieb. Es ist die 14. Folge der Krimiserie Der Bulle von Tölz mit Ottfried Fischer als Hauptdarsteller in der Rolle des Hauptkommissars Benno Berghammer. Die Erstausstrahlung erfolgte am 1. März 1998 auf Sat.1.

## Handlung
Forstarbeiter finden im Münsinger Wald vor einer Kapelle eine weibliche Leiche mit einer großen Platzwunde am Hinterkopf; Auffindesituation und Verletzungen deuten auf ein Tötungsdelikt hin. Beim Opfer handelt es sich um Erika Leonberger, die Frau des Spediteurs Michael Leonberger, der sie als vermisst gemeldet hat. Die Kommissare Benno Berghammer und Sabrina Lorenz finden in ihrer Handtasche die Visitenkarte eines Anwalts, von dem sie erfahren, dass seine Mandantin sich scheiden lassen wollte. Als neue Adresse hat sie ihrem Anwalt ein Zimmer in der Pension „Haus Berneck“ angegeben.
Das Etablissement entpuppt sich als eine Art Bordell, doch Erika Leonberger hatte nur einen „Kunden“: Erwin Haller, Architekt und Mitinhaber von „Haus Berneck“. Als die Kommissare etwas tiefer graben, stellt sich heraus, dass Polizeichef Matern ebenfalls Teilhaber ist. Darauf angesprochen, ist dieser zunächst verärgert über die Einmischung in seine privaten Angelegenheiten, doch als er von der tatsächlichen Verwendung der Immobilie erfährt, fordert er von der Investorengruppe sein Geld zurück.
Michael Leonberger gerät unter Verdacht, weil er laut Fahrtenschreiber ausgerechnet am späten Vorabend mit seinem LKW unterwegs war, um nach seiner Frau zu suchen, obwohl sie wegen ihres neuen Wohnsitzes öfter über Nacht weggeblieben ist.
Die Apothekenbesitzerin Stahl, die ebenfalls ein Zimmer im „Haus Berneck“ frequentiert, gibt an, Erika Leonberger habe Angst vor ihrer streng gläubigen Mutter gehabt, weil für diese eine Scheidung tabu sei.
Kommissar Berghammers Mutter Resi spricht bei Staatssekretär von Gluck vor, um einen Zuschuss für die Modernisierung ihrer Pension zu beantragen. Von Gluck versucht vergeblich, sie auf indirektem Weg zu einer Schmiergeldzahlung zu bewegen, worauf er sie unverrichteter Dinge hinauskomplimentiert. Als sie sich am nächsten Tag im „Haus Berneck“ nach weiteren Anregungen für die Renovierung umsieht, trifft sie in einem Appartement auf den Staatssekretär, der sich offensichtlich auf den Besuch einer Domina vorbereitet hat und sich peinlich berührt ins Badezimmer zurückzieht.
Herr Neuper von der Investorengruppe will die Domina des Hauses verweisen, doch diese erpresst ihn mit kompromittierenden Fotos. Wenig später wird sie krankenhausreif geschlagen – von Neuper, der ihre Handtasche raubt und die Negative aus ihrer Wohnung holt. Mit einigen davon will er Politiker erpressen.
Erwin Haller wird vorübergehend festgenommen, unter anderem weil er das Polizeisiegel von der Wohnungstür entfernt hat; doch weil er für die Zeit des Mordes ein Alibi hat, kommt er wieder frei.
Bei der Obduktion stellt sich heraus, dass die Kopfwunde Spuren von Silber aufweist und ein Halswirbel gebrochen ist. Die kriminaltechnische Untersuchung von Michael Leonbergers LKW ergibt, dass seine Frau auf der Ladefläche transportiert wurde, worauf der Spediteur in Untersuchungshaft genommen wird.
Nach der Beerdigung des Opfers sieht Benno Berghammer, dass die Mutter von Erika Leonberger einen Spazierstock mit Silberknauf bei sich hat, und spricht sie darauf an. Sie legt ein Geständnis ab; als Grund gibt sie an, ihre Tochter habe sie ausgelacht, als sie ihr wegen der Scheidung ins Gewissen reden wollte. Es sei aber nicht ihre Absicht gewesen, sie zu töten.
Staatssekretär von Gluck sucht Resi Berghammer in ihrer Pension auf und teilt ihr mit, dass ihrem Antrag auf Subvention in vollem Umfang entsprochen werde, sie möge aber Stillschweigen bewahren. Ihr Sohn Benno äußert große Bedenken bezüglich der Vergabepraxis bei Subventionen und überzeugt sie schließlich, darauf zu verzichten.

## Hintergrund
Die Dreharbeiten erfolgten in Bad Tölz, Münsing (Kapelle), Fischbachau (Friedhof), Dietramszell (Haus Berneck) und Benediktbeuern; als Schauplatz für die „Pension Resi“ diente das Hollerhaus Irschenhausen.